# 大学校 (旧制)
大学校（だいがっこう）においては、日本で学校教育法（昭和22年法律第26号）の施行前の制度で、大学校の名称を用いたものを取り扱う。

## 大学校
「大学校」は、明治初期に昌平学校・開成学校・医学校が統合されたときの機関の名称である。のち昌平学校の後身である本校は廃止されたが、開成学校の後身である大学南校、医学校の後身である東校は存続した。この両校が統合されて東京大学（東京帝国大学の前身）となった。

## 工部大学校
「工部大学校」は、明治初期の工部省管轄し、東京帝国大学工学部の前身の一つである。

## 陸軍大学校および海軍大学校
陸軍大学校および海軍大学校は、日本陸軍・日本海軍が管轄し、明治期に設立、日本の第二次世界大戦敗戦により廃止となった。

## 日本女子大学校
日本女子大学校は、明治期に設立された旧制女子専門学校（専門学校令準拠の学校）で、日本女子大学の前身である。